# Tideland
Tideland ist ein kanadisch-britisches Filmdrama von Terry Gilliam aus dem Jahr 2005. Es ist die Verfilmung eines Romans von Mitch Cullin.

## Handlung
Die Eltern der kleinen Jeliza-Rose vegetieren in einem Drogensumpf vor sich hin, Vater Noah hegt die sehr vage Hoffnung, das Jütland der Wikinger zu erreichen. Jeliza-Rose ist es gewohnt, ihm die Spritze mit Drogen vorzubereiten. Nach dem plötzlichen Drogentod der Mutter flüchtet Jeliza-Rose mit ihrem Vater auf die abgelegene Farm, wo er aufgewachsen ist. Diese ist inzwischen verlassen, Noah hat dort wohl noch seine Mutter erwartet. Als kurz darauf auch Noah stirbt, nachdem er sich einen Heroinschuss gesetzt hat, ist Jeliza-Rose allein in dem verfallenen Haus mit der in einem Schaukelstuhl langsam verwesenden Leiche ihres Vaters – den sie jedoch behandelt, als sei er noch lebendig – und ihren einzigen Freunden, ein paar abgetrennten Puppenköpfen. Eichhörnchen und Kaninchen werden ebenfalls Charaktere ihrer Fantasiewelt. Im Vorspann erklärt Terry Gilliam, der auf unterschiedlichste Zuschauerreaktionen gefasst ist, seine Intention für ein solch groteskes Szenario. Er postuliert: Der starke Überlebenswille und die Fantasie, die Kinder aufbringen, ermöglichten es, damit auch schwerste traumatische Erfahrungen zu überstehen.
Bei ihren Streifzügen durch die Umgebung trifft sie auf Dell und deren geistig zurückgebliebenen Bruder Dickens, die in einem ebenfalls abgelegenen Haus in der Nähe wohnen. Dell war in ihrer Jugend sehr verliebt in Noah, wurde jedoch von ihm verlassen. Dickens, der als Kind eine traumatische Beziehung zu Jeliza-Roses Großmutter hatte, lebt, wie das kleine Mädchen, in einer Traumwelt – einer Welt, in der er der Kapitän eines selbst zusammengezimmerten U-Boots ist, mit den weiten Kornfeldern als Meer und den vorbeirauschenden Zügen als monströsem Killerhai, den es mit allen Mitteln zu bekämpfen gilt. Zwischen Jeliza-Rose und Dickens entwickelt sich eine kindliche Liebe, während Dell, die sich – nicht nur – auf das Ausstopfen von Tieren versteht, sich ihrerseits wieder mit ihrer Jugendliebe Noah vereint sieht. Gemeinsam räumen sie das Anwesen auf und streichen alle Wände und Möbel unbeholfen einheitlich weiß. Im Haus von Dell und Dickens brechen alte Gefühle auf, als Jeliza-Rose das Zimmer der Mutter der beiden betritt und dabei auch durch Erinnerungsstücke von der Liebe zwischen Dell und ihrem Vater erfährt. Für Dickens, der einen Krampfanfall erleidet, ist das Gefühlschaos offenbar der Auslöser, einen Zug mit Dynamit in die Luft zu jagen. Er triumphiert aus seiner Sicht über den Killerhai. Vorher redet er mit Jeliza-Rose mehrmals über das Ende der Welt. Nach der Sprengung ist er verschwunden. Das weitere Schicksal von Jeliza-Rose bleibt offen, als sie sich unter die verunglückten Fahrgäste mischt und sich eine Frau ihrer annimmt.

## Kritiken
Ruthe Stein bezeichnete den Film im San Francisco Chronicle vom 27. Oktober 2006 als „zwecklos“ und „quälend langweilig“. Die Handlung sei „unverständlich“.
Film-dienst schrieb, der Film sei „konsequent aus der Perspektive seiner kleinen Heldin erzählt“; er verweigere dem Zuschauer „zugleich die visuelle Teilhabe an ihren Traumwelten“. Er sei ein sehenswerter, jedoch „verstörender Film über die Schrecken der Welt“ und zugleich „eine Hymne auf den Lebenswillen eines Kindes“.
Harald Mühlbeyer nannte Tideland in seiner Kritik für epd Film 12/2007 „ungewöhnlich“, „befremdend“, „traurig“ und „wunderschön“. Dass der Film in Deutschland keinen Kinoverleih gefunden habe, und bei Concorde im Jahr 2007 direkt auf DVD erscheinen musste („angemessene DVD-Edition“), sei ein „Armutszeugnis“ für die Branche.

## Auszeichnungen
Terry Gilliam gewann im Jahr 2005 einen Preis des San Sebastián International Film Festivals und wurde für einen weiteren Preis desselben Festivals nominiert. Bei den Genie Awards 2007 erhielt der Film sechs Nominierungen, darunter für Jodelle Ferland in der Kategorie Beste Hauptdarstellerin, für das Produktionsdesign, für die Kameraarbeit, die Kostüme und den Schnitt.

## Hintergründe
Die Produktionskosten betrugen schätzungsweise 12 Millionen US-Dollar. Der Film wurde in Saskatchewan (Kanada) gedreht. Seine Weltpremiere fand am 9. September 2005 auf dem Toronto Film Festival statt. Die erste Vorführung in Deutschland erfolgte am 18. Juli 2006 auf einem Festival in München, die Kinos erreichte er hier aber nicht. Die deutschsprachige DVD-Veröffentlichung erschien am 8. Oktober 2007 . In den ausgewählten Kinos der USA spielte der Film ca. 66 Tsd. US-Dollar ein.